# Roberto Maroni
Roberto Maroni (Varese, 15 maart 1955 – Lozza, 22 november 2022) was een Italiaanse politicus voor Lega Nord. Hij was van 18 maart 2013 tot 26 maart 2018 president van de regio Lombardije. Eerder was hij minister van Arbeid en Sociaal Beleid (2001–2006) en minister van Binnenlandse Zaken (1994–1995 en 2008–2011) onder premier Silvio Berlusconi.

## Studie en carrière
Maroni is in 1979 afgestudeerd in de rechten aan de Universiteit van Milaan. In 1981 werd hij advocaat en dit bleef hij tot hij in 1990 verkozen werd tot provinciaal secretaris van de Lega Nord in Lombardije. Hij kwam in mei 1992 in de Kamer van Afgevaardigden als voorzitter van de Lega Nord-fractie.
In 1994 werd Maroni minister van Binnenlandse Zaken in het kabinet-Berlusconi I. Hij bleef dit tot de val van het kabinet, acht maanden later. Eind 1999 vormde zich, mede dankzij zijn inzet, 'la Casa delle Libertà', een politiek akkoord tussen Lega Nord, Forza Italia, Alleanza Nazionale, CCD en CDU.
Van 2001 tot 2006 was Maroni minister van Arbeid en Sociaal Beleid (lavoro e politiche sociali) in de kabinetten-Berlusconi II en III. Van 2008 tot 2011 was hij opnieuw minister van Binnenlandse Zaken in het kabinet-Berlusconi IV. 
Van 2013 tot 2018 bekleedde hij de rol van president van de regio Lombardije. In 2020 stelde hij zich kandidaat voor de functie van burgemeester van Varese, met het oog op de gemeenteraadsverkiezingen van 2021, maar trok zich vervolgens in 2021 terug uit de actieve politiek vanwege ernstige gezondheidsproblemen.

## Privéleven en overlijden
Maroni was getrouwd en kreeg twee kinderen. Hij leed aan een hersentumor waaraan hij op 67-jarige leeftijd overleed.
- Gemeinsame Normdatei: 11926711X
- International Standard Name Identifier: 0000 0000 7860 450X
- Library of Congress Control Number: n96072828
- Istituto Centrale per il Catalogo Unico: LO1V139819
- Virtual International Authority File: 53418922
- WorldCat: E39PBJdrJkcr6phXqKdyFt6Frq